# William Moxhay Sutton
William Moxhay Sutton, britanski general, * 1885, † 1949.